# Чумак (Донецкая область)
Чумак (укр. Чумак) — село на Украине, находится в Тельмановском районе Донецкой области. 

## География

#### Соседние населённые пункты по странам света
С:  Дерсово
СЗ: Луково, Приморское
СВ: Калинино
З: Сосновское, Украинское, Первомайское
В: Октябрьское
ЮЗ: Красноармейское
ЮВ: Порохня
Ю: Шевченко, Казацкое

## Население
Население по переписи 2001 года составляло 26 человек.

## Общие сведения
Код КОАТУУ — 1424886403. Почтовый индекс — 87161. Телефонный код — 6279.

## Адрес местного совета
87160, Донецкая область, Тельмановский р-н, с.Свободное, ул.Ленина